# Orphée (Q163)
Pour les articles homonymes, voir Orphée.
L'Orphée (Q163) était un sous-marin de la marine nationale française, de la classe Diane (1926). Il a servi pendant l'entre-deux-guerres et la Seconde Guerre mondiale.

## Commandants
- 1939-1940 : Raybaud
- 1940 : Robert Meynier
- 1941-1942 : Philippe Le Gall
- 1943-1945 : Maurice Dupont
- 1945-1946 : Ellie-Lefèvre

## Distinctions
- L'Orphée est décoré de la fourragère aux couleurs du ruban de la croix de guerre 1939-1945, le 23 août 1946.